# Igreja de Saint-Nicolas-du-Chardonnet
Saint-Nicolas-du-Chardonnet é uma igreja católica em Paris, França. Construída entre os anos de 1656 e 1763, teve sua fachada em estilo clássico desenhada pelo arquiteto Charles Le Brun. Seu interior contém diversas obras de artes notáveis do século XIX, incluindo pinturas raras do artista francês Jean-Baptiste-Camille Corot.
Desde a expulsão do sacerdote paroquial e seus assistentes por católicos tradicionalistas em 1977, a igreja tem sido administrada por membros da Fraternidade Sacerdotal São Pio X, que celebram em Saint-Nicolas a missa em rito tridentino. 